# Abraham Furones y Furones
Abraham Furones y Furones (řeholním jménem: Luis; 8. října 1892, Abraveses de Tera – 20. července 1936, Madrid) byl španělský římskokatolický duchovní, dominikán a mučedník. Katolická církev ho uctívá jako blahoslaveného.

## Život
Narodil se 8. října 1892 v Abraveses de Tera v rolnické rodině.
Vstoupil na apoštolskou školu v  Las Caldas de Besaya a noviciátu dominikánů. Dne 19. března 1910 složil své věčné sliby a roku 1917 byl vysvěcen na kněze. Dva roky působil jako vojenský kaplan a později jako misionář v Guatemale, Nikaragua, Nikaragui, Salvadoru a Kostarice. Organizoval lidové misie a intenzivně se věnoval kázání.
Roku 1935 se vrátil do Španělska, kde byl zvolen převorem kláštera v Atocha (Madrid). Byl popisován jako rozvážný, soucitný a přívětivý nadřízený.
Dne 20. července 1936 byl klášter napaden a vypálen. Milicionáři rozněcovali masy proti řeholníkům, kteří byli při odchodu uráženi a vyhrožovali jim smrtí. Při procházení ulicí Granada byl otec José López Tascón vážně zraněn a bratr Jacinto García Riesco zavražděn. Otec Abraham byl také vážně zraněn a zůstal několik hodin ležet na ulici dokud zde nezemřel. I přes jeho vážný stav byl urážen a vysmíván.

## Proces blahořečení
Roku 1961 byl arcidiecézi Madrid zahájen jeho proces blahořečení. Byl zařazen do skupiny 42 mučedníků Dominikánů a Marianistů.
Dne 26. června 2006 uznal papež Benedikt XVI. jejich mučednictví. Blahořečeni byli 28. října 2007.